# Taurotragus derbianus
Éland de Derby, Éland géant
Ne doit pas être confondu avec Élan ou Éland.
Espèce
Statut de conservation UICN

 VU C1 : Vulnérable
Synonymes
- Tragelaphus derbianus (Gray, 1847)[1]

L'Éland de Derby, parfois appelé Éland géant, est une espèce (Taurotragus derbianus) d'antilopes, considérée comme la plus grande d'Afrique.

## Morphologie
Les deux sexes sont reconnaissables à leurs hautes cornes spiralées, mais celles du mâle sont plus imposantes et ce dernier peut mesurer jusqu'à 2 m au garrot, et peser près d'une tonne.
L'encolure de l'éland de derby porte un fanon particulièrement imposant chez le mâle. Le pelage gris beige est rayé verticalement de fine rayures blanches. Chez la femelle, la gestation dure de 8,5 à 9,5 mois.

## Habitat, alimentation
Présent dans les savanes et les forêts clairsemées, l'éland de derby se nourrit principalement de jeunes feuilles et de bourgeons (notamment de l'arbre Isoberlinia doka) mais il consomme également de l'herbe, des fruits et même des bulbes et des racines.

## Aire de répartition
À l'exception d'une population résiduelle en Afrique de l'Ouest (Sénégal), principalement dans le parc national du Niokolo-Koba,  l'éland de Derby est essentiellement présent au Nord du Cameroun et en République centrafricaine. Le parc national de Bouba Ndjida au Cameroun offre les meilleures conditions d'observation de cette espèce réputée farouche.

## Liste des sous-espèces
Selon BioLib (14 août 2023) :
- sous-espèce Taurotragus derbianus derbianus Gray, 1847
- sous-espèce Taurotragus derbianus gigas Heuglin, 1863

## Galerie

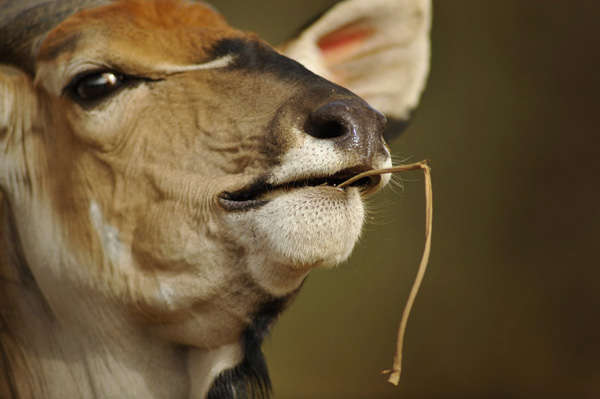
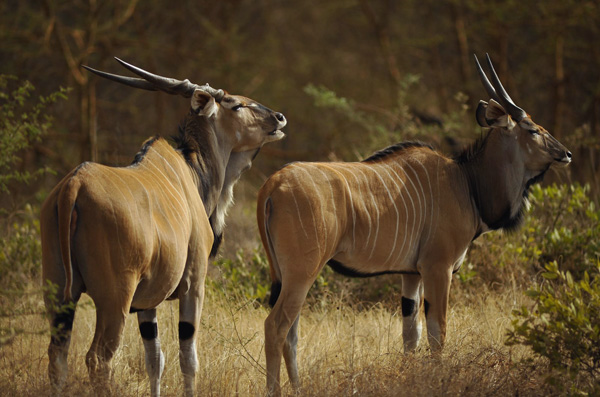
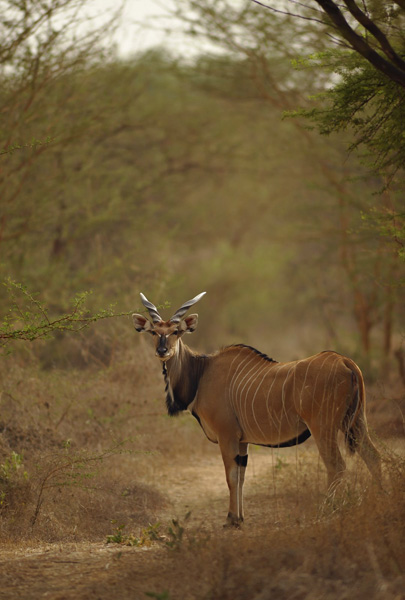